# Сем Вакнин
Шмуел "Сем" Вакнин (рођен 21. априла 1961.) је израелски писац и професор психологије. Аутор је књиге Malignant Self Love: Narcissism Revisited (1999), био је последњи главни и одговорни уредник сада нефункционалног сајта за политичке вести Global Politician, и води приватну веб страницу о нарцисоидном поремећају личности (НПД).
Такође је поставио теорију о хрононима и временској асиметрији.

## Биографија

### Младост
Вакнин је рођен у Киријат Јаму у Израелу, као најстарији од петоро деце рођене од сефардских јеврејских имиграната. Вакнинова мајка је била из Турске, а отац, грађевински радник, из Марока. Он описује тешко детињство, у коме пише да су његови родитељи „били неспремни да се баве нормалном децом, а камоли надареном”.
Отишао је од куће да би служио у Одбрамбеним снагама Израела од 1979. до 1982. у јединицама за обуку и образовање. Између 1980. и 1983. основао је ланац компјутеризованих информационих киоска у Тел Авиву, а 1982. радио је за Nessim D. Gaon Group у Женеви, Паризу и Њујорку.
Средином 1980-их постао је свестан потешкоћа у вези са својом вереницом и да има промене расположења. Године 1985. затражио је помоћ од психијатра, који му је дијагностиковао нарцисоидни поремећај личности (НПД). Вакнин није прихватио дијагнозу.
Од 1986. до 1987. био је генерални директор IPE Ltd. у Лондону. Вратио се у Израел, где је постао директор израелске инвестиционе фирме Mikbatz Teshua. Такође је био председник израелског огранка Цркве уједињења Професори за светску мировну академију.

### Хапшење и затварање
У Израелу је 1995. године, заједно са још двојицом мушкараца, Нисимом Авиозом и Довом Ландауом, проглашен кривим по три тачке оптужнице за превару са хартијама од вредности. Осуђен је на 18 месеци затвора и новчану казну од 50.000 шекела (око 14.000 долара), док је компанија кажњена са 100.000 шекела. Године 1996, као услов за условну слободу, пристао је на процену менталног здравља, која је констатовала различите поремећаје личности. Према Вакнину: „Био сам на граници, схизоидан, али је најдоминантнији био НПД“, и овом приликом је прихватио дијагнозу, јер је, како је написао, „било олакшање знати шта имам“.

### Каснији живот
Вакнин се преселио у Скопље, Република Македонија (сада Северна Македонија), где се оженио Македонком Лидијом Рангеловском. Они су 1997. године основали Narcissus Publications, која објављује Вакнинове радове. Између 2001. и 2003. Вакнин је био виши пословни дописник за United Press International. Такође је писао за Central Europe Review о политичким питањима на Балкану, као и за Middle East Times. Све до неколико недеља пре македонских избора у септембру 2002. године, био је саветник македонског Министарства финансија. Редовно пише за друге публикације, као што су Међународна мрежа аналитичара, Бриселско јутро  и онлајн American Chronicle.
Вакнин је био гостујући професор на Јужном федералном универзитету у Ростовској области, Русија, у периоду 2017–22. и тамо је држао курс о теорији личности. Такође је професор менаџмента и професор психологије на Институту за напредне и професионалне студије (CIAPS) у Нигерији, Канади и Уједињеном Краљевству.
Вакнин је био један од оснивача Управног одбора за унапређење здравствене заштите у Републици Северној Македонији између 2009-2011.

## Писање и интервјуи

### Рад на хрононима и временској асиметрији
Модел квантизованог времена предложио је Вакнин у свом докторату из 1982. године. дисертацију под насловом „Поновно разматрање временске асиметрије“. Дисертацију је објавио Pacific Western University са седиштем у Калифорнији. Пријављена дисертација постулира постојање честице (хронон). У предложеној теорији, време је резултат интеракције хронона, као што су друге силе у природи резултат интеракција других честица. Вакнин постулира постојање различитих временских кваркова (горе, доле, боје, итд.) чија се својства међусобно поништавају и тако се добија стрелица времена (временска асиметрија). Постулирана честица (хронон) није само идеалан сат, већ и посредује само време (аналогно односу између Хигсовог бозона и масе). Другим речима, оно што називамо "време" је интеракција између хронона у пољу. Хронони размењују између себе честицу и на тај начин врше силу. „Догађаји“ су пертурбације у временском пољу и разликују се од хрононских интеракција. Хрононске интеракције (размена честица) у Временском пољу генеришу „време“ и „временску асиметрију“ док их посматрамо.

### Погледи на нарцизам
Вакнин има плодно присуство на интернету, пише о нарцизму и психопатији. На свом Јутјуб каналу објавио је преко 1.000 видео снимака, углавном о нарцизму, али и неким другим поремећајима личности. Његови ставови су тражени од стране медија.
По његовом мишљењу, нарциси су изгубили своје „право ја“, срж своје личности, које су замениле илузије величине, „лажно ја“. Стога, сматра он, не могу се излечити, јер не постоје као стварне особе, већ само као рефлексије: „Лажно Ја замењује нарцисово Истинско Ја и има за циљ да га заштити од бола и нарцисоидне повреде самоприписивањем свемоћи... Нарцис се претвара да је његово Лажно Ја стварно и захтева да други потврде ову конфабулацију."
Вакнин проширује концепт нарцистичке залихе и уводи концепте као што су примарна и секундарна нарцистичка залиха. Он прави разлику између церебралних и соматских нарциса; први стварају своју нарцисоидну залиху примењујући свој ум, а други своја тела. Он себе сматра церебралним нарцисом. Он назива нарцисоидне ко-зависне „обрнутим нарцисистима“. „[Оне] нарцису обезбеђују покорну, неугрожну публику... савршену позадину.“ Он примећује да нарциси поседују „хладну емпатију“ (когнитивну и рефлексивну).
Вакнин сугерише да нарциси и њихови интимни партнери једни друге сматрају интројектираним, идеализованим мајчинским фигурама („снимак“) у заједничкој фантазији и покушају да се поново одигра динамика раног детињства у својим односима, у ономе што он назива „двоструким мајчинством“.
Према Вакнину, нарцис идеализује извор снабдевања да би био у поседу идеалног унутрашњег објекта. Јер, по нарцисовом схватању, то и њега самог чини идеалним. Реч је о ko-идеализацији. Вакнин тврди да нарцис не комуницира директно са другим људима, већ са унутрашњим објектима који те људе представљају у уму нарциса. „Чак и када наизглед ступа у интеракцију са другим људима, нарцис заправо води самореференцијални дискурс.“
Он је претпоставио постојање типа нарцистичке граничне личности коју је назвао прикривеном граничном личношћу. Он верује да је несразмеран број патолошких нарциса на делу у најутицајнијим деловима друштва, као што су медицина, финансије и политика као манифестација растућег колективног нарцизма.
Вакнин је развио нови модалитет лечења нарцизма и депресије, назван "Хладна терапија". Заснован је на преобличавању патолошког нарцизма као облика CPTSD-а (комплексног посттрауматског стресног поремећаја) и заустављеног развоја, који резултирају зависничком личношћу са дисфункционалним стилом привржености. Терапија користи ретрауматизацију и облик рифрејминга.

### Филмски наступи
Године 2007, Вакнин се појавио у епизоди "Егоманије", документарне серије Британског канала 4 Манија.
Године 2009. био је тема аустралијског документарног филма Ја, Психопата, у режији Иана Вокера. У филму, Вакнин је прошао психолошку процену у којој је испунио критеријуме за психопатију, али није испунио критеријуме за нарцизам.
Године 2016, Вакнин се појавио у документарцу Како су нарциси преузели свет у продукцији Vice Media.
Године 2019, Вакнин се појавио у онлајн документарцу Plugged-in: The True Toxicity of Social Media Revealed у продукцији Ричарда Гранона.

## Одабране публикације
- Requesting my Loved One (Bakasha me-Isha Ahuva) published by Yedioth Aharonot Miskal, Tel-Aviv, 1997[49]
- (with Nikola Gruevski) Macedonian Economy on a Crossroads. ISBN 9989-610-01-0.. Skopje, NIP Noval Literatura, 1998.
- Malignant Self Love: Narcissism Revisited. ISBN 978-80-238-3384-3.. Narcissus Publications, Prague, 1999. ISBN  978-80-238-3384-3
- After the Rain: How the West Lost the East. ISBN 80-238-5173-X.. Narcissus Publications, in association with Central Europe Review/CEENMI, 2000. ISBN  80-238-5173-X